# Medaille voor Vredesmissies van de Verenigde Naties
De Verenigde Naties verleent een aantal onderscheidingen. Daaronder zijn ook Medailles voor Vredesmissies van de Verenigde Naties.
Al deze medailles zijn bronzen penningen. Twee van de medailles zijn ingesteld voor specifieke VN-vredesmachten en de derde medaille is voor alle andere missies waar ook ter wereld bestemd.

## De Korea Medaille
De Korea Medaille is een ronde bronzen penning met op de voorzijde het VN-symbool, een wereldbol met daarop de zeven continenten en een lauwerkrans, in bas-reliëf, en op de vlakke keerzijde, de opdracht "voor dienst in de verdediging van de beginselen van het Handvest van de Verenigde Naties", ook in bas-reliëf. De medaille wordt door de veteranen van de Koreaanse Oorlog op de linkerborst gedragen en is aan het lint bevestigd door middel van een bronzen gesp en een mechanisme dat zowel draait om een knop als scharniert dankzij de bevestiging aan het lint.
Op de gesp is het woord "Korea" in bas-reliëf aangebracht. De aanduiding van het operatiegebied kan op de medailles, afhankelijk van de nationaliteit van de decorandus, worden weergegeven in het Engels, Frans, Spaans, Deens, Grieks, Italiaans, Nederlands, Zweeds, Sanskriet of Turks.
Alle medailles zijn van brons, er zijn geen zilveren of gouden medailles geslagen.
Het lint kreeg de kleur van de vlag van de Verenigde Naties, hemelsblauw, met dunne witte verticale strepen. Wit is de voornaamste kleur van de vlag van Zuid-Korea.
Op het lint worden geen gespen of andere decoraties aangebracht.

## De United Nations Medal
Behalve de Medaille voor Vredesmissies van de Verenigde Naties is er ook de United Nations Medal. Deze bronzen medaille is gelijk aan de medailles voor de vredesmissies maar ze wordt gedragen aan een hemelsblauw lint met twee witte strepen. De militaire medewerkers en politie-agenten die deelnamen aan:
- De United Nations Truce Supervision Organization (UNTSO)
- De United Nations Observer Group In Lebanon (UNOGIL)
- De United Nations Observer Mission in South Africa (UNOMSA)
- De United Nations Operation in Burundi ofwel Opération des Nations Unies au Burundi (ONUB)
- De United Nations Cambodian Mine Action Centre
- De United Nations Mozambique Accelerated Demining Programme
- De United Nations Mine Action Coordination Centre South Lebanon kregen deze onderscheiding uitgereikt.
- UNGOMAP, de Unites Nations Good Offices Mission in Afghanistan and Pakistan wordt aan dit lint gedragen. Op het lint is dan een brede bronzen gesp aangebracht met de aanduiding "UNGOMAP".

Het lint lijkt sterk op dat van de UNOC Medaille voor de vredesmissie in de Congo maar de afstand tussen de witte strepen en de rand is iets breder. Op de UNOC Medaille is een kleine bronzen gesp met de aanduiding "UNOC" aangebracht.

## De United Nations Special Service Medal
De United Nations Special Service Medal wordt voor bijzondere verdiensten toegekend, onder andere daar waar het toekennen van de vredesmedailles aan de diverse linten niet mogelijk of niet gepast is. Deze bronzen medaille is gelijk aan de medailles voor de vredesmissies maar ze wordt gedragen aan een hemelsblauw lint met twee brede en witte boorden.
De United Nations Special Service Medal, vaak afgekort als "UNSSM" werd in 1995 ingesteld om militairen en politie-agenten te belonen voor deelname gedurende ten minste negentig dagen aan een vredesmissie waarvoor geen andere medaille van de VN werd ingesteld.
Onder de vredesmissies die recht geven op deze medaille zijn:
- De United Nations Mine Clearance Training Team (UNMCTT) - Pakistan en Afghanistan, 1989-1991
- De United Nations Special Commission on Iraq (UNSCOM) - 1991-1999
- De Cambodian Mine Action Centre (CMAC) - 1993-2005
- De United Nations Department of Humanitarian Affairs Accelerated De-Mining Programme (MADP) - Mozambique, 1995-2005
- De United Nations De-Mining Programme (National Institute for the Removal of Obstacles and Explosive Ordnance (INAROE) - Angola, 1997-2000
- De Programme for the Assistance to the Lao National Unexploded Ordnance Programme (UXOL) - Laos, 1997-2003
- De United Nations Monitoring, Verification and Inspection Commission (UNMOVIC) - Irak, 2002-2003
- De United Nations Assistance Mission in Afghanistan (UNAMA) - 2004-heden
- De United Nations Assistance Mission for Iraq (UNAMI) - 2005-heden
- De United Nations Office in Timor-Leste (UNOTIL) - 2005-2006
- De United Nations Mine Action Coordination Centre in Southern Lebanon (UNMACC-SL) - 2007-2008

## De UNEF Medaille
De UNEF Medaille werd ingesteld voor de militairen uit Brazilië, Canada, Columbia, Denemarken, India, Noorwegen, zweden en Joegoslavië die na de aanval op Egypte door Frankrijk en het Verenigd Koninkrijk en de daarmee gecoördineerde Israëlische aanval op Egypte als vredesmacht het door de VN afgedwongen bestand moesten controleren. Het is een ronde bronzen penning aan een zandkleurig lint met groene en blauwe strepen, met op de voorzijde het VN-symbool met daarboven de letters "UNEF", alles in bas-reliëf, en op de keerzijde de woorden "In dienst van de vrede" in verschillende talen en in bas-reliëf.
UNEF I (First United Nations Emergency Force) was een vredesmacht en werd tussen november 1958 en 1967 in de Sinaï gelegerd om een buffer te vormen tussen Israël en Egypte.
De vredesmacht bestond uit militairen van neutrale naties, waaronder één Nederlandse militair. Deze Kapitein Bor verbleef niet lang genoeg in het gebied om de medaille te verwerven omdat Egypte Nederland "niet neutraal genoeg" en "te zeer pro-Israëlisch" achtte. Overste Bor die op het VN-hoofdkwartier in New York gedetacheerd was geweest werd daarop teruggeroepen.
Deze medaille draagt boven het symbool van de Verenigde Naties, een wereldbol met de zeven continenten, de letters "UNEF" als aanduiding van deze missie. Daarmee wijkt de medaille af van de latere medailles voor vredesoperaties.
Men draagt de medaille, net als andere onderscheidingen van de VN, op de linkerborst na de onderscheidingen van het eigen land en de onderscheidingen van andere soevereine staten.
UNEF II werd in 1967 in de Sinaï woestijn gelegerd. De militairen die aan deze actie bijdroegen kregen een standaardmedaille aan een ander lint.

## De United Nations Headquarters Medal
De De United Nations Headquarters Medal werd door de secretaris-generaal van de Verenigde Naties ingesteld voor de staf van het militaire hoofdkwartier van de Verenigde Naties in New York.
De Verenigde Naties noemt op zijn website het "assisteren bij het plannen en implementeren van nieuwe missies" als de taak van het hoofdkwartier in New York.
Voor de logistiek rond de vele vredesmissies is een goed bemand militair hoofdkwartier in New York verantwoordelijk. De daar werkende stafofficieren zijn door hun onderscheiden regeringen bij de VN gedetacheerd.
Ook voor deze medaille geldt dat men ten minste negentig dagen gedetacheerd moet zijn geweest. De medaille is gelijk aan de andere standaard vredesmedailles maar ze wordt als enige van de medailles van de Verenigde Naties aan een lint in een enkele kleur, het lichtblauw van de vlag van de Verenigde Naties, gedragen.
Op het hoofdkwartier werken ook Nederlandse en Belgische militairen. De militaire autoriteiten moeten in ieder land de militairen toestemming geven om een onderscheiding van de Verenigde Naties aan te nemen en te dragen. Die permissie kan individueel maar ook voor de gehele krijgsmacht worden gegeven. In de landen waar met het Britse decoratiestelsel overnam of hanteert bestaan algemene en beperkte toestemmingen voor het dragen van vreemde decoraties op uniformen. De beperkte toestemming houdt in dat men de United Nations Headquarters Medal alleen tijdens plechtigheden van de VN of in tegenwoordigheid van de secretaris-generaal van de Verenigde Naties mag dragen.
In Nederland is het dragen van de medailles van de Verenigde Naties op uniformen van de krijgsmacht toegestaan. Ze hebben een eigen plaats in de officieel vastgestelde limitatieve draagvolgorde van de Nederlandse onderscheidingen.

## Het invoeren van de Standaardmedaille
De secretaris-generaal van de Verenigde Naties is de autoriteit die de medailles in 1966 heeft ingesteld.
Het besluit van de Secretaris Generaal spreekt over "militair personeel en burgerpolitie die in dienst zijn van de Verenigde Naties of in dient zijn geweest van de Verenigde Naties. De secretaris-generaal stelt van geval tot geval de criteria voor toekenning toe. Hij bepaalt ook de kleuren van het lint waaraan de medaille zal worden gedragen.
De standaardmedaille- een bronzen penning met op de voorzijde het VN-symbool met daarboven de letters "UN" zowel in bas-reliëf, en op de keerzijde, de woorden "In dienst van de vrede" in bas-reliëf. Deze medaille wordt gebruikt voor alle missies behalve de twee bovengenoemde.
De UNEF Medaille was na de Medaille voor de Korea-oorlog de laatste Medaille voor Vredesmissies van de Verenigde Naties met een opschrift op de medaille zèlf. Sindsdien kregen de tientallen Medailles voor Vredesmissies van de Verenigde Naties ieder een eigen lint maar ze kregen niet langer een inscriptie met de codenaam van de vredesmissie. Sommige medailles, zoals die voor inzet in drie opeenvolgende missies in Haïti worden aan hetzelfde lint gedragen.
De linten hebben vaak de lichtblauwe kleur die in de vlag van de Verenigde Naties wordt gebruikt. Daarnaast worden dan de nationale kleuren van het land waarnaar de militairen werden uitgezonden gebruikt. wanneer dat niet toepasselijk is, bijvoorbeeld om diplomatieke redenen, wordt gekozen voor een geografisch kenmerk zoals de kleur van het woestijnzand en blauw als de aanduiding van water. De keerzijde van de medailles is in alle gevallen gelijk; vlak met de tekst "IN THE SERVICE OF PEACE".
Alleen de Korea Medaille van de Verenigde Naties werd met een bronzen gesp aan het lint bevestigd. Deze Engelse draagwijze werd bij de latere medailles niet herhaald.
De medailles zijn niet kostbaar: de meeste kosten rond de vijftien dollar.

## De Standaardmedailles
Alle medailles hieronder worden beschouwd als medailles voor vredeshandhaving. Tot 2010 hebben de VN de volgende medailles ingesteld:
- MINUGUA

- MINURCA

- MINURSO

- MINUSTAH

- MONUC

- UNOC

- ONUCA

- ONUMOZ

## 2
- ONUSAL

- UNAMET

- UNTAET

- UNAMIC

- UNAMIR

- UNAVEM

- UNOTIL

- UNOCI

## 3
- UNDOF

- UNEF

- UNEF II

- UNFICYP

- UNIFIL

- UNIIMOG

- UNIKOM

## 4
- UNMEE

- UNMIBH

- UNMIH, de "United Nations Mission in Haiti". Gebaseerd op de Security Council resolution 867 van 23 september 1993.[6] Ook Nederlanders werden gedecoreerd.

- UNSMIH, de "United Nations Support Mission in Haiti". Gebaseerd op de Security Council resolution 1063 van 28 juni 1996.[6] Ook Nederlanders werden gedecoreerd.

- UNTMIH, de "United Nations Temporary Support Mission in Haiti". Gebaseerd op de Security Council resolution 1123 van juli 1997.[6] Ook Nederlanders werden gedecoreerd.

- MIPONUH, de "United Nations Civilian Police Mission in Haiti". Gebaseerd op de Security Council resolution 1141 van 28 november 1997.[6] Ook Nederlanders werden gedecoreerd.

- MICAH, de "International Civilian Support Mission in Haiti". Gebaseerd op de Security Council resolution A/54/193 van 17 december 1999.[6] Ook Nederlanders werden gedecoreerd.

## 5
- UNMIK

- UNMIL
- UNMOGIP
- UNMOP
- UNMOT
- UNOMIG
- UNOMIL

## 6
- UNOMSIL
- UNAMSIL
- UNOMUR
- UNOSOM
- UNPREDEP
- UNPROFOR
- UNPSG
- UNSSM

## 7
- UNTAC
- UNTAES
- UNTAG
- UNTEA
- UNTSO

- UNYOM

## Overzicht van de vredesmissies
| Jaar      | Batton | Mandaatsgebied                          | Codenaam                              | Vereiste tijdsduur in het gebied      |
| --------- | ------ | --------------------------------------- | ------------------------------------- | ------------------------------------- |
| 1948–     |        | UNTSO                                   | Midden-Oosten                         | 6 maanden                             |
| 1949–     |        | UNMOGIP                                 | India, Pakistan                       | 6 maanden                             |
| 1958      |        | UNOGIL                                  | Libanon, Syrië                        | 6 maanden                             |
| 1960–1964 |        | ONUC                                    | Kongo                                 | 3 maanden                             |
| 1962–1963 |        | UNSF                                    | Nieuw-Guinea in Indonesië             | 3 maanden                             |
| 1963–1964 |        | UNYOM                                   | Jemen                                 | 2 maanden                             |
| 1964–     |        | UNFICYP                                 | Cyprus                                | Aanvankelijk 1 maand, later 3 maanden |
| 1965–1966 |        | UNIPOM                                  | India, Pakistan                       | 3 maanden                             |
| 1973–1979 |        | UNEF II                                 | Egypte, Israël                        | 3 maanden                             |
| 1974–     |        | UNDOF                                   | Golanhoogte                           | 3 maanden                             |
| 1978–     |        | UNIFIL                                  | Libanon                               | 3 maanden                             |
| 1988–1991 |        | UNIIMOG                                 | Irak, Iran                            | 3 maanden                             |
| 1989–1991 |        | UNAVEM I                                | Angola                                | 3 maanden                             |
| 1989–1990 |        | UNTAG                                   | Namibië                               | 3 maanden                             |
| 1989–1992 |        | ONUCA                                   | Midden-Amerika                        | 3 maanden                             |
| 1991–2003 |        | UNIKOM                                  | Kuweit, Irak                          | 3 maanden                             |
| 1991–1995 |        | UNAVEM II                               | Angola                                | 3 maanden                             |
| 1991–1995 |        | ONUSAL                                  | El Salvador                           | 3 maanden                             |
| 1991–     |        | MINURSO                                 | Westelijke Sahara                     | 3 maanden                             |
| 1991–1992 |        | UNAMIC                                  | Cambodja                              | 3 maanden                             |
| 1992–1995 |        | UNPROFOR                                | Voormalig Joegoslavië                 | 3 maanden                             |
| 1992–1993 |        | UNTAC                                   | Cambodja                              | 3 maanden                             |
| 1992–1993 |        | UNOSOM I                                | Somalië                               | 3 maanden                             |
| 1992–1994 |        | ONUMOZ                                  | Mozambique                            | 3 maanden                             |
| 1993–1995 |        | UNOSOM II                               | Somalië                               | 3 maanden                             |
| 1993–1994 |        | UNOMUR                                  | Rwanda, Uganda                        | 6 maanden                             |
| 1993–2009 |        | UNOMIG                                  | Georgië                               | 6 maanden                             |
| 1993–1997 |        | UNOMIL                                  | Liberia                               | 3 maanden                             |
| 1993–1996 |        | UNMIH                                   | Haïti                                 | 3 maanden                             |
| 1993–1996 |        | UNAMIR                                  | Rwanda                                | 3 maanden                             |
| 1994–2000 |        | UNMOT                                   | Tadzjikistan                          | 3 maanden                             |
| 1995–1997 |        | UNAVEM III                              | Angola                                | 3 maanden                             |
| 1995–1996 |        | UNCRO                                   | Kroatië                               | 3 maanden                             |
| 1995–1999 |        | UNPREDEP                                | Macedonië                             | 3 maanden                             |
| 1995–2002 |        | UNMIBH                                  | Bosnië-Herzegovina                    | 3 maanden                             |
| 1995–1996 |        | UNTAES                                  | Kroatië                               | 3 maanden                             |
| 1996–2002 |        | UNMOP                                   | Kroatië                               | 3 maanden                             |
| 1997      |        | MINUGUA                                 | Guatemala                             |                                       |
| 1998–1999 |        | UNOMSIL                                 | Sierra Leone                          |                                       |
| 1998      |        | UNPSG                                   | Kroatië                               |                                       |
| 1999      |        | UNAMET                                  | Oost-Timor                            |                                       |
| 1999–     |        | MONUC                                   | Kongo                                 |                                       |
| 1999–     |        | UNMIK                                   | Kosovo                                |                                       |
| 2000–2008 |        | UNMEE                                   | Eritrea, Ethiopië                     |                                       |
| 2004–2011 |        | UNMIS                                   | Soedan                                |                                       |
| 2007–     |        | MINURCAT                                | Centraal-Afrikaanse Republiek, Tsjaad |                                       |
| 2011–     |        | UNMISS                                  | Zuid-Soedan                           |                                       |
| 2013–     |        | MINUSMA                                 | Mali                                  |                                       |
| 1974–     |        | Dienst op het hoofdkwartier in New York |                                       | 3 maanden                             |
| 1974–     |        | Bijzondere verdienste                   |                                       | 3 maanden                             |